# Coppa Italia Dilettanti Umbria
La Coppa Italia Dilettanti Umbria è la principale coppa calcistica della regione Umbria, istituita nella stagione 1991-92, consente alla vincitrice di partecipare alla fase nazionale della Coppa Italia Dilettanti. 
Le società che vantano il maggior numero di titoli sono la Tiberis e il Torgiano con 3 successi ciascuno. L'unica compagine non umbra ad aver vinto il trofeo è stata quella toscana del Sansepolcro nel 2024-25.
Nel 2020-21 il titolo non è stato assegnato a causa dell'emergenza sanitaria provocata dalla pandemia di COVID-19.

## Formula
La fase regionale umbra della Coppa Italia Dilettanti prevede la partecipazione delle società di Eccellenza Umbria. Fino al 2005-06 erano ammesse a partecipare anche le squadre di Promozione Umbria. Nel corso degli anni la formula della competizione è stata modificata più volte, ma ha sempre previsto inizialmente una fase a gironi (ad eccezione delle edizioni dal 1995 al 2002 quando il torneo era articolato secondo la formula dell'eliminazione diretta) ed una finale in campo neutro nell'atto conclusivo. Nel prospetto che segue è riportata l'evoluzione della formula del torneo.
| Numero squadre | Stagioni        | Formula |
| -------------- | --------------- | --- |
| 34             | 1991-92         | Le 34 partecipanti sono state suddivise in sei gironi: quattro da sei e due da cinque squadre ciascuno. Le vincitrici sono passate ai due triangolari di semifinale. Le prime classificate dei triangolari si sono qualificate alla finale unica ed in campo neutro.                            |
| 32             | 1992-93/1993-94 | Le 32 partecipanti sono state suddivise in otto gironi da quattro squadre ciascuno. Le prime classificate di ogni gruppo si sono qualificate ai quarti di finale. Quarti di finale con gare di andata e di ritorno, così come le semifinali. Quindi la finale in gara unica ed in campo neutro. |
| 32             | 1994-95/2001-02 | Torneo ad eliminazione diretta con gare di andata e di ritorno dai sedicesimi fino alle semifinali, quindi la finale unica ed in campo neutro. |
| 48             | 2002-03/2005-06 | Le 48 partecipanti sono state suddivise in sedici triangolari. Le vincitrici di ogni gruppo si sono qualificate agli ottavi di finale. Dagli ottavi alle semifinali sono state previste gare di andata e di ritorno, mentre la finale è stata unica ed in campo neutro.                         |
| 18             | 2006-07/2009-10 | Le 18 partecipanti sono state suddivise in sei triangolari. Le vincitrici sono state ammesse ai due triangolari di semifinale. Le prime classificate dei triangolari si sono qualificate alla finale unica ed in campo neutro.                                                                  |
| 16             | 2010-11/2019-20 | Le 16 partecipanti sono state suddivise in quattro gironi da quattro squadre ciascuno. Le vincitrici si sono qualificate alle semifinali. Semifinali con gare di andata e di ritorno e finale unica ed in campo neutro.                                                                         |
| 18             | 2021-22         | Le 18 partecipanti sono state suddivise in sei triangolari. Le vincitrici e le migliori due seconde si sono qualificate ai quarti di finale. I quarti di finale e le semifinali si sono disputati in gara unica. Finale sempre in gara unica, ma in campo neutro                                |
| 17             | 2022-23         | Le 17 partecipanti sono state suddivise in sei gironi: cinque da tre ed uno da due squadre ciascuno. Le sei vincitrici sono state ammesse ai due triangolari di semifinale. Le prime classificate dei due triangolari si sono qualificate alla finale unica ed in campo neutro.                 |
| 16             | 2023-24         | Le 16 partecipanti sono state suddivise in quattro gironi da quattro squadre ciascuno. Le vincitrici si sono qualificate alle semifinali. Semifinali e finale in gara unica (quest'ultima in campo neutro)                                                                                      |
| 16             | 2024-25         | Le 16 partecipanti sono state suddivise in quattro gironi da quattro squadre ciascuno. Le vincitrici si sono qualificate alle semifinali. Semifinali con gare di andata e di ritorno e finale unica ed in campo neutro.                                                                         |

## Albo d'oro
| Edizione        | Vincitore                             | Vincitore                             | Secondo posto                         | Dettagli finale                       | Dettagli finale                       | Fase nazionale                        |
| Edizione        | Ritratto                              | Squadra                               | Secondo posto                         | Luogo                                 | Risultato                             | Fase nazionale                        |
| --------------- | ------------------------------------- | ------------------------------------- | ------------------------------------- | ------------------------------------- | ------------------------------------- | ------------------------------------- |
| 1991-1992 (1ª)  |                                       | Stroncone (1º titolo)                 | Amerina                               | Terni                                 | 2 - 1                                 | 1° turno                              |
| 1992-1993 (2ª)  |                                       | Tiberis (1º titolo)                   | Narnese                               | Perugia                               | 0 - 0 (dts) (4-1 dtr)                 | 1° turno                              |
| 1993-1994 (3ª)  |                                       | Tiberis (2º titolo)                   | Deruta                                | Perugia                               | 2 - 0                                 | 1° turno                              |
| 1994-1995 (4ª)  |                                       | Torgiano (1º titolo)                  | Foligno                               | Spello                                | 1 - 0                                 | 1° turno                              |
| 1995-1996 (5ª)  |                                       | San Sisto (1º titolo)                 | Campitello                            | Massa Martana                         | 1 - 1 (dts) (9-8 dtr)                 | Quarti                                |
| 1996-1997 (6ª)  |                                       | Gubbio (1º titolo)                    | Cesi                                  | Foligno                               | 2 - 1 (dts)                           | Semifinale                            |
| 1997-1998 (7ª)  |                                       | Tiberis (3º titolo)                   | Campitello                            | San Sisto                             | 3 - 1 (dts)                           | 1° turno                              |
| 1998-1999 (8ª)  |                                       | Todi (1º titolo)                      | Grifo Sant'Angelo                     | San Sisto                             | 1 - 0                                 | Quarti                                |
| 1999-2000 (9ª)  |                                       | Cesi (1º titolo)                      | Ripa                                  | Foligno                               | 3 - 1 (dts)                           | 1° turno                              |
| 2000-2001 (10ª) |                                       | Nestor (1º titolo)                    | Deruta                                | Todi                                  | 1 - 0                                 | 1° turno                              |
| 2001-2002 (11ª) |                                       | Deruta (1º titolo)                    | Città di Castello                     | Perugia                               | 2 - 2 (dts) (6-5 dtr)                 | Quarti                                |
| 2002-2003 (12ª) |                                       | Foligno (1º titolo)                   | Fortis Terni                          | Perugia                               | 0 - 0 (dts) (6-5 dtr)                 | 1° turno                              |
| 2003-2004 (13ª) |                                       | Cannara (1º titolo)                   | Pontevecchio                          | Perugia                               | 2 - 2 (dts) (5-3 dtr)                 | Quarti                                |
| 2004-2005 (14ª) |                                       | Narnese (1º titolo)                   | Città di Castello                     | Terni                                 | 3 - 0                                 | 1° turno                              |
| 2005-2006 (15ª) |                                       | Pontevecchio (1º titolo)              | Nocera Umbra                          | Umbertide                             | 2 - 0                                 | Quarti                                |
| 2006-2007 (16ª) |                                       | Pontevecchio (2º titolo)              | Bastia                                | Umbertide                             | 3 - 1                                 | Vincitore                             |
| 2007-2008 (17ª) |                                       | Todi (2º titolo)                      | Trestina                              | Gubbio                                | 1 - 0                                 | 1° turno                              |
| 2008-2009 (18ª) |                                       | Castel Rigone (1º titolo)             | Semonte                               | Perugia                               | 2 - 1                                 | Finale                                |
| 2009-2010 (19ª) |                                       | Voluntas Spoleto (1º titolo)          | Trestina                              | Perugia                               | 1 - 0                                 | Quarti                                |
| 2010-2011 (20ª) |                                       | Grifoponte Torgiano (2º titolo)       | Nestor                                | Perugia                               | 1 - 0                                 | 1° turno                              |
| 2011-2012 (21ª) |                                       | San Sisto (2º titolo)                 | Nestor                                | Umbertide                             | 1 - 0                                 | 1° turno                              |
| 2012-2013 (22ª) |                                       | Vis Torgiano (3º titolo)              | Tiberis                               | Perugia                               | 2 - 1                                 | 1° turno                              |
| 2013-2014 (23ª) |                                       | Group Città di Castello (1º titolo)   | Angelana                              | Perugia                               | 1 - 0                                 | 1° turno                              |
| 2014-2015 (24ª) |                                       | Città di Castello (1º titolo)         | Subasio                               | Perugia                               | 1 - 1 (dts) (5-4 dtr)                 | Semifinale                            |
| 2015-2016 (25ª) |                                       | Ventinella (1º titolo)                | Angelana                              | Foligno                               | 2 - 1                                 | 1° turno                              |
| 2016-2017 (26ª) |                                       | Villabiagio (1º titolo)               | Angelana                              | Gubbio                                | 2 - 1                                 | Vincitore                             |
| 2017-2018 (27ª) |                                       | Massa Martana (1º titolo)             | Bastia                                | Terni                                 | 2 - 0                                 | Semifinale                            |
| 2018-2019 (28ª) |                                       | Foligno (2º titolo)                   | San Sisto                             | Città di Castello                     | 4 - 0                                 | Quarti                                |
| 2019-2020 (29ª) |                                       | Tiferno Lerchi (1º titolo)            | Ducato Spoleto                        | Foligno                               | 2 - 2 (dts) (8-7 dtr)                 | Non terminata                         |
| 2020-2021       | Annullata per la pandemia di Covid-19 | Annullata per la pandemia di Covid-19 | Annullata per la pandemia di Covid-19 | Annullata per la pandemia di Covid-19 | Annullata per la pandemia di Covid-19 | Annullata per la pandemia di Covid-19 |
| 2021-2022 (30ª) |                                       | Angelana (1º titolo)                  | Lama                                  | Città di Castello                     | 2 - 1                                 | 1° turno                              |
| 2022-2023 (31ª) |                                       | Branca (1º titolo)                    | Narnese                               | Città di Castello                     | 2 - 1                                 | 1° turno                              |
| 2023-2024 (32ª) |                                       | Atletico B.M.G. (1º titolo)           | Pontevalleceppi                       | Foligno                               | 0 - 0 (dts) (3-1 dtr)                 | Semifinale                            |
| 2024-2025 (33ª) |                                       | Sansepolcro (1º titolo)               | Cannara                               | Bastia Umbra                          | 1 - 0                                 | Semifinale                            |

## Vincitrici e finaliste
| Squadra                 | Titoli | Secondi posti | Finali | Anni delle vittorie | Anni dei secondi posti |
| ----------------------- | ------ | ------------- | ------ | ------------------- | ---------------------- |
| Tiberis                 | 3      | 1             | 4      | 1993, 1994, 1998    | 2013                   |
| Torgiano                | 3      | 0             | 3      | 1995, 2011, 2013    | -                      |
| Foligno                 | 2      | 1             | 3      | 2003, 2019          | 1995                   |
| Pontevecchio            | 2      | 1             | 3      | 2006, 2007          | 2004                   |
| San Sisto               | 2      | 1             | 3      | 1996, 2012          | 2019                   |
| Todi                    | 2      | 0             | 2      | 1999, 2008          | -                      |
| Angelana                | 1      | 3             | 4      | 2022                | 2014, 2016, 2017       |
| Cesi                    | 1      | 2             | 3      | 2000                | 1997, 2003             |
| Deruta                  | 1      | 2             | 3      | 2002                | 1994, 2001             |
| Città di Castello       | 1      | 2             | 3      | 2015                | 2002, 2005             |
| Narnese                 | 1      | 2             | 3      | 2005                | 1993, 2023             |
| Nestor                  | 1      | 2             | 3      | 2001                | 2011, 2012             |
| Cannara                 | 1      | 1             | 2      | 2004                | 2025                   |
| Atletico B.M.G.         | 1      | 0             | 1      | 2024                | -                      |
| Branca                  | 1      | 0             | 1      | 2023                | -                      |
| Castel Rigone           | 1      | 0             | 1      | 2009                | -                      |
| Group Città di Castello | 1      | 0             | 1      | 2014                | -                      |
| Gubbio                  | 1      | 0             | 1      | 1997                | -                      |
| Massa Martana           | 1      | 0             | 1      | 2018                | -                      |
| Sansepolcro             | 1      | 0             | 1      | 2025                | -                      |
| Spoleto                 | 1      | 0             | 1      | 2010                | -                      |
| Stroncone               | 1      | 0             | 1      | 1992                | -                      |
| Tiferno Lerchi          | 1      | 0             | 1      | 2020                | -                      |
| Ventinella              | 1      | 0             | 1      | 2016                | -                      |
| Villabiagio             | 1      | 0             | 1      | 2017                | -                      |
| Bastia                  | 0      | 2             | 2      | -                   | 2007, 2018             |
| Campitello              | 0      | 2             | 2      | -                   | 1996, 1998             |
| Trestina                | 0      | 2             | 2      | -                   | 2008, 2010             |
| Amerina                 | 0      | 1             | 1      | -                   | 1992                   |
| Ducato Spoleto          | 0      | 1             | 1      | -                   | 2020                   |
| Grifo Sant'Angelo       | 0      | 1             | 1      | -                   | 1999                   |
| Lama                    | 0      | 1             | 1      | -                   | 2022                   |
| Nocera Umbra            | 0      | 1             | 1      | -                   | 2006                   |
| Pontevalleceppi         | 0      | 1             | 1      | -                   | 2024                   |
| Ripa                    | 0      | 1             | 1      | -                   | 2000                   |
| Semonte                 | 0      | 1             | 1      | -                   | 2009                   |
| Subasio                 | 0      | 1             | 1      | -                   | 2015                   |

## Statistiche

### Vittorie

La formazione del scesa in campo nella vittoriosa finale del 2003 allo stadio Renato Curi di Perugia

Maggior numero di titoli
- 3  Tiberis (1992-93, 1993-94 e 1996-97),  Torgiano (1994-95, 2010-11 e 2012-13)

Titoli consecutivi
- 2  Pontevecchio (2005-06 e 2006-07),  Tiberis (1992-93 e 1993-94)

Squadre umbre vincitrici della Coppa Italia Dilettanti
- 1  Pontevecchio (2006-07),  Villabiagio (2016-17)

### Finali
Maggior numero di finali disputate
- 4:  Angelana (2013-14, 2015-16, 2016-17 e 2021-2022),  Tiberis (1992-93, 1993-94, 1997-98 e 2012-13)

Maggior numero di finali consecutive disputate
- 2:  Angelana (2015-16 e 2016-17),  Deruta (2000-01 e 2001-02),  Nestor (2010-11 e 2011-12),  Pontevecchio (2005-06 e 2006-07),  Tiberis (1992-93 e 1993-94)

Maggior numero di finali perse
- 3:  Angelana (2013-14, 2015-16 e 2016-17)

Maggior numero di finali consecutive perse
- 2:  Angelana (2015-16 e 2016-17),  Nestor (2010-11, 2011-12)

Finale con il maggior scarto di gol
- 4:  Foligno- San Sisto 4-0 (2018-19)

Finale con il maggior numero di gol segnati
- 4:  Tiberis- Campitello 3-1 d.t.s. (1997-98),  Cesi- Ripa 3-1 d.t.s. (1999-00),  Deruta- Città di Castello 2-2 d.t.s.[10] (2001-02),  Cannara- Pontevecchio 2-2 d.t.s.[11] (2003-04),  Pontevecchio- Bastia 3-1 (2006-07),  Foligno- San Sisto 4-0 (2018-19),  Tiferno Lerchi- Ducato Spoleto 2-2 d.t.s.[12] (2019-20)

### Record

#### Squadre
Squadre divenute campioni dopo aver vinto tutti gli incontri disputati
- Todi (5 su 5 nel 2007-08)

Squadre campioni senza gol al passivo
- Todi (2007-08 con 5 gare),  Grifoponte Torgiano (2010-11 con 6 gare),  Group Città di Castello (2013-14 con 6 gare)

Squadre vincitrici nella stessa stagione del trio Eccellenza Umbria-Coppa Italia Dilettanti Umbria-Coppa Italia Dilettanti
- 1  Pontevecchio (2006-2007),  Villabiagio (2016-2017)

Società vincitrici nella stessa stagione dell'accoppiata Eccellenza Umbria-Coppa Italia Dilettanti Umbria
- 2  Foligno (2002-2003 e 2018-19)
- 1  Gubbio (1996-1997),  Narnese (2004-2005),  Pontevecchio (2006-2007),  Città di Castello (2014-2015),  Villabiagio (2016-2017),  Tiferno Lerchi (2019-2020),  Sansepolcro (2024-2025)

#### Partite
Maggior numero di gol segnati
- 12:  Bastia- Bastardo 9-3 (1995-96)

Vittoria casalinga col maggior numero di gol di scarto
- 9:  Bastia- Ripa 9-0 (1995-96)

Vittoria esterna col maggior numero di gol di scarto
- 8:  Valfabbrica - Ellera 0-8 (1995-96)

Pareggio col maggior numero di gol segnati
- 10:  Ponte Pattoli- Tiberis 5-5 (1991-92)

#### Altri record di squadra
Titoli vinti da squadre di Promozione Umbria
- 1  Stroncone (1991-92),  Todi (1998-99)

Finaliste provenienti dalla Promozione Umbria
- 1  Stroncone (1991-92),  Todi (1998-99),  Nocera Umbra (2005-06)

Squadre umbre finaliste in Coppa Italia Dilettanti
- 1  Castel Rigone (2008-09),  Pontevecchio (2006-07),  Villabiagio (2016-17)

Società vincitrici nella stessa stagione dei play off e della Coppa Italia Dilettanti Umbria
- 1  Deruta (2001-02),  Voluntas Spoleto (2009-10)

### Partecipazioni
Sono 108 le società umbre che hanno partecipato alle 33 edizioni della Coppa Italia Dilettanti Umbria. Nessuna squadra ha partecipato a tutte le edizioni. In grassetto sono riportate le squadre impegnate nell'edizione 2024-2025.
- 26: San Sisto, Cannara
- 25: Angelana[13], Nestor, Torgiano[14]
- 22: Bastia, Narnese
- 20: Spoleto[15]
- 19: Lama
- 18: Campitello, Deruta
- 16: Bastardo, Città di Castello, Ellera, Tiberis[16]
- 15: Ortana, Pianello
- 14: Massa Martana, Nocera Umbra, Pontevecchio, Virtus La Castellana[17]
- 13: Castel del Piano, Orvietana, Ripa, San Secondo, Selci Nardi, Valfabbrica
- 12: Magione, Todi, Trestina
- 11: San Marco Juventina
- 10: Castiglione del Lago[18], Grifo Sant'Angelo, Clitunno, Pierantonio[19], Pievese
- 9: Arrone[20], Gualdo Casacastalda[21], Subasio
- 8: Amerina, Castel Rigone[22], Julia Spello, Ponte Pattoli, Sansepolcro, Virgilio Maroso
- 7: Cesi[23], Gabelletta, Pontevalleceppi, Pozzo, San Gemini, Stroncone
- 6: A.M. 98, Fabro, Foligno, Pretola[24], San Venanzo
- 5: Branca[25], Dinamo Terni[26], Ficullese, Petrignano, Ventinella
- 4: Ciconia, Federico Mosconi, Group Città di Castello, Norcia, Olympia Thyrus San Valentino, Pantalla, Pontenuovo, Semonte, Villabiagio
- 3: Atletico B.M.G., Ducato Spoleto[27], Fortitudo Assisi Subasio[28], Grifo Monte Tezio, Montecorona, Nuova Alba, Sant'Enea, Tavernelle
- 2: Atletico Montecchio, Casacastalda, Cerbara, Collepepe, Fossato di Vico, Fulgens Foligno[29], Grifo Sant'Angelo Pontenuovo, Montone[30], Pistrino, San Nicolò, Terni Football Club, Vis Casa del Diavolo
- 1: Atletico Orte, Castiglionese Macchie, Ferentillese, G.M. 10, Gubbio, Grifo Attigliano, Montefalco, Palazzo, Passaggio, Piediluco, Pietralunghese, Pila, Real Virtus, San Terenziano, Santa Sabina, Superga 48[31], Tiferno Lerchi, Umbertide Agape

## Confronti extra-regionali

### Precedenti fase nazionale Coppa Italia Dilettanti
Nella tabella sottostante è riportata la cronologia delle gare disputate dalle squadre umbre nella fase nazionale della Coppa Italia Dilettanti, secondo l'attuale formula entrata in vigore nella stagione 1991-92.
| Stagione e rappresentante Umbria  | 1º turno                                                | Quarti                                                  | Semifinali                                              | Finale                                                  |                                                  |
| --------------------------------- | ------------------------------------------------------- | ------------------------------------------------------- | ------------------------------------------------------- | ------------------------------------------------------- | ------------------------------------------------ |
| 1991-92 - Stroncone               | Decimoputzu ?-? Fiumicino 2-2                           | -                                                       | -                                                       | -                                                       |                                                  |
| 1992-93 - Tiberis                 | VJS Velletri 0-2 Biagio Nazzaro 0-3                     | -                                                       | -                                                       | -                                                       |                                                  |
| 1993-94- Tiberis                  | Impruneta Tavarnuzze 0-2 e 1-1                          | -                                                       | -                                                       | -                                                       |                                                  |
| 1994-95- Torgiano                 | Monturanese 0-1 Subbiano 0-0                            | -                                                       | -                                                       | -                                                       |                                                  |
| 1995-96 - San Sisto               | Truentina 2-0 e 3-0                                     | Fortis Juventus 0-1 e 0-0                               | -                                                       | -                                                       |                                                  |
| 1996-97 - Gubbio                  | San Marino 2-1 Forsempronese 3-1                        | Chioggia Sottomarina 0-1 e 4-2                          | Ivrea 2-1 e 0-1                                         | -                                                       |                                                  |
| 1997-98 - Tiberis                 | Civitanovese 1-1 e 1-3                                  | -                                                       | -                                                       | -                                                       |                                                  |
| 1998-99 - Todi                    | Camerino 3-1 Notaresco 2-2                              | Taurisano 1-3 0-3                                       | -                                                       | -                                                       |                                                  |
| 1999-00 - Cesi                    | Celano Olimpia 0-1 3-3                                  | -                                                       | -                                                       | -                                                       |                                                  |
| 2000-01 - Nestor                  | Cappiano Romaiano 1-2 e 2-2                             | -                                                       | -                                                       | -                                                       |                                                  |
| 2001-02 - Deruta                  | Subbiano 1-0 1-2                                        | Montenero 0-1 e 1-1                                     | -                                                       | -                                                       |                                                  |
| 2002-03 - Foligno                 | Urbino 2-1 e 1-2 (2-4 dtr)                              | -                                                       | -                                                       | -                                                       |                                                  |
| 2003-04 - Cannara                 | Caldarola 2-0 e 0-0                                     | Francavilla 1-2 e 1-1                                   | -                                                       | -                                                       |                                                  |
| 2004-05- Narnese                  | San Donato 2-2 Biagio Nazzaro 0-0                       | -                                                       | -                                                       | -                                                       |                                                  |
| 2005-06 - Pontevecchio            | Pianella 3-0 e 4-4                                      | Virtus Verona 2-2 e 2-3                                 | -                                                       | -                                                       |                                                  |
| 2006-07 - Pontevecchio            | Montegiorgio 0-1 e 3-0                                  | Lunigiana 2-0 e 0-2 (5-3 dtr)                           | Sestrese 2-0 e 3-2                                      | Casertana 1-0                                           |                                                  |
| 2007-08 - Todi                    | Barberino 2-0 Bikkembergs Fossombrone 0-0               | -                                                       | -                                                       | -                                                       |                                                  |
| 2008-09 - Castel Rigone           | Castelnuovese 1-1 e 1-0                                 | Cesenatico 2-0 e 0-2 (6-5 dtr)                          | Cantù San Paolo 4-1 e 4-2                               | Virtus Casarano 0-4                                     |                                                  |
| 2009-10 - Voluntas Spoleto        | Fermana 0-0 e 1-0                                       | Tuttocuoio 0-1 e 1-0 (6-7 dtr)                          | -                                                       | -                                                       |                                                  |
| 2010-11 - Grifoponte Torgiano     | Ancona 0-2 e 1-2                                        | -                                                       | -                                                       | -                                                       |                                                  |
| 2011-12 - San Sisto               | Tolentino 0-2 e 0-0                                     | -                                                       | -                                                       | -                                                       |                                                  |
| 2012-13 - Vis Torgiano            | Fermana 0-2 e 0-2                                       | -                                                       | -                                                       | -                                                       |                                                  |
| 2013-14 - Group Città di Castello | Montegiorgio 0-4 e 0-0                                  | -                                                       | -                                                       | -                                                       |                                                  |
| 2014-15 - Città di Castello       | Biagio Nazzaro 2-0 e 0-2 (6-5 dtr)                      | Sangimignano 1-1 e 2-1                                  | Bustese 3-3 e 0-4                                       |                                                         |                                                  |
| 2015-16 - Ventinella              | Fabriano Cerreto 0-1 e 0-3                              | -                                                       | -                                                       | -                                                       |                                                  |
| 2016-17 - Villabiagio             | Biagio Nazzaro 1-0 e 3-0                                | Baldaccio Bruni 0-0 e 3-2                               | Romanese 4-1 e 0-1                                      | Troina 3-2                                              |                                                  |
| 2017-18 - Massa Martana           | Camerano 1-0 e 1-2                                      | Grosseto 1-1 e 1-0                                      | Sankt Georgen 1-0 e 1-3                                 | -                                                       |                                                  |
| 2018-19 - Foligno                 | Tolentino 2-1 e 1-2 (4-3 dtr)                           | Bagnolese 0-3 e 0-0                                     | -                                                       | -                                                       |                                                  |
| 2019-20 - Tiferno Lerchi          | Competizione sospesa a causa della pandemia di COVID-19 | Competizione sospesa a causa della pandemia di COVID-19 | Competizione sospesa a causa della pandemia di COVID-19 | Competizione sospesa a causa della pandemia di COVID-19 |                                                  |
| 2020-21 - Annullata per COVID-19  | Non disputata a causa della pandemia di COVID-19        | Non disputata a causa della pandemia di COVID-19        | Non disputata a causa della pandemia di COVID-19        | Non disputata a causa della pandemia di COVID-19        | Non disputata a causa della pandemia di COVID-19 |
| 2021-22 - Angelana                | Forsempronese 0-0 e 0-2                                 | -                                                       | -                                                       | -                                                       |                                                  |
| 2022-23 - Branca                  | Valdichienti Ponte 0-1 e 1-1                            | -                                                       | -                                                       | -                                                       |                                                  |
| 2023-24 - Atletico B.M.G.         | Osimana 2-0 e 1-0                                       | Terre di Castelli 1-0 e 0-0                             | Solbiatese 1-2 e 0-1                                    | -                                                       |                                                  |
| 2024-25 - Sansepolcro             | Urbania 1-0 e 2-0                                       | Sestese 0-0 e 1-0                                       | Rovato Vertovese 0-1 e 2-1 (3-4 dtr)                    | -                                                       |                                                  |

### Piazzamenti nella fase nazionale della Coppa Italia Dilettanti
| Turno      | Partecipazioni | Qualificazioni | Eliminazioni |
| ---------- | -------------- | -------------- | ------------ |
| 1º turno   | 32             | 15             | 17           |
| Quarti     | 15             | 8              | 7            |
| Semifinale | 8              | 3              | 5            |
| Finale     | 3              | 2              | 1            |

### Bilancio contro le altre regioni
Nella tabella sottostante è indicato il bilancio complessivo delle squadre umbre con i club delle altre regioni d'Italia nella fase nazionale della Coppa Italia Dilettanti, secondo l'attuale formula entrata in vigore nella stagione 1991-92.
Saldo: : positivo; : neutro; : negativo.
| Regione             | GC | VC | PC | SC | GF | VF | PF | SF | GN | VN | PN | SN | GT  | VT | PT | ST | Q  | E  | S |
| ------------------- | -- | -- | -- | -- | -- | -- | -- | -- | -- | -- | -- | -- | --- | -- | -- | -- | -- | -- | - |
| Abruzzo             | 3  | 1  | 2  | 0  | 4  | 0  | 2  | 2  | 0  | 0  | 0  | 0  | 7   | 1  | 4  | 2  | 1  | 2  |   |
| Campania            | 0  | 0  | 0  | 0  | 0  | 0  | 0  | 0  | 1  | 1  | 0  | 0  | 1   | 1  | 0  | 0  | 1  | 0  |   |
| Emilia-Romagna      | 4  | 2  | 1  | 1  | 3  | 1  | 1  | 1  | 0  | 0  | 0  | 0  | 7   | 3  | 2  | 2  | 2  | 1  |   |
| Lazio               | 2  | 0  | 1  | 1  | 0  | 0  | 0  | 0  | 0  | 0  | 0  | 0  | 2   | 0  | 1  | 1  | 0  | 0  |   |
| Liguria             | 1  | 1  | 0  | 0  | 1  | 1  | 0  | 0  | 0  | 0  | 0  | 0  | 2   | 2  | 0  | 0  | 1  | 0  |   |
| Lombardia           | 5  | 2  | 1  | 2  | 5  | 2  | 0  | 3  | 0  | 0  | 0  | 0  | 10  | 4  | 1  | 5  | 2  | 3  |   |
| Marche              | 20 | 9  | 2  | 9  | 23 | 8  | 6  | 9  | 0  | 0  | 0  | 0  | 43  | 17 | 8  | 18 | 10 | 9  |   |
| Molise              | 1  | 0  | 1  | 0  | 1  | 0  | 0  | 1  | 0  | 0  | 0  | 0  | 2   | 0  | 1  | 1  | 0  | 1  |   |
| Piemonte            | 1  | 1  | 0  | 0  | 1  | 0  | 0  | 1  | 0  | 0  | 0  | 0  | 2   | 1  | 0  | 1  | 0  | 1  |   |
| Puglia              | 1  | 0  | 0  | 1  | 1  | 0  | 0  | 1  | 1  | 0  | 0  | 1  | 3   | 0  | 0  | 3  | 0  | 2  |   |
| Sardegna            | 0  | 0  | 0  | 0  | 1  | 0  | 1  | 0  | 0  | 0  | 0  | 0  | 1   | 0  | 1  | 0  | 0  | 0  |   |
| Sicilia             | 0  | 0  | 0  | 0  | 0  | 0  | 0  | 0  | 1  | 1  | 0  | 0  | 1   | 1  | 0  | 0  | 1  | 0  |   |
| Toscana             | 14 | 6  | 5  | 3  | 11 | 3  | 5  | 3  | 0  | 0  | 0  | 0  | 25  | 9  | 10 | 6  | 7  | 4  |   |
| Trentino-Alto Adige | 1  | 1  | 0  | 0  | 1  | 0  | 0  | 1  | 0  | 0  | 0  | 0  | 2   | 1  | 0  | 1  | 0  | 1  |   |
| Veneto              | 2  | 1  | 1  | 0  | 2  | 0  | 0  | 2  | 0  | 0  | 0  | 0  | 4   | 1  | 1  | 2  | 1  | 1  |   |
| Totale              | 55 | 24 | 14 | 17 | 54 | 15 | 15 | 24 | 3  | 2  | 0  | 1  | 112 | 41 | 29 | 42 | 26 | 25 |   |